# CLN Belluno
Il Comitato di Liberazione Nazionale di Belluno (CLN) fu uno dei primi comitati che organizzarono la Resistenza sul territorio del Nord Italia occupato dall'esercito nazista, come parte del Comitato di Liberazione Nazionale del Veneto.

## Il Comitato d'Azione
Subito dopo il 25 luglio 1943, dopo la caduta il regime fascista, nel territorio bellunesi si attivarono sia il Partito d'Azione che il Partito Comunista Italiano per promuovere un Comitato d'Azione con il compito di cooperare al riassetto politico e di orientare l'opinione pubblica.
Tra i primi organizzatori sono segnalati:
- Decimo Granzotto Rudy, successivamente fu commissario politico del Comando Militare Zona Piave e sindaco di Belluno dopo la Liberazione.
- don Giacomo Viezzer, (Peron di Sedico (Belluno) 27 ottobre 1908 - Belluno 16 aprile 1997), parroco di Cadola da 1941 al 1978, frazione comune di Ponte nelle Alpi,
- Giuseppe Deon, nel 1921 era sindaco socialista di Longarone.

## Dopo l'8 settembre
L'8 settembre 1943 il Comitato d'Azione si presentò formalmente al prefetto di Belluno, dott. Galatà, e al questore Zavagno.
I rappresentanti dei partiti furono:
- per la DC, monsignor Emilio Palatini, fu parroco dal 1919 al 1957 della parrocchia di santa Maria Assunta della Cattedrale di Belluno (San Vito di Cadore il 2 settembre 1886 – Belluno 3 novembre 1957)[1]
- per il PSI il ragioniere Giovanni Serragiotto
- per il PCI Francesco Giorgio Bettiol, successivamente deputato del PCI nella I e nella II Legislatura
- per il Partito d'Azione Ernesto Tattoni, fu commissario politico della brigata partigiana autonoma 7º alpini che dipendeva direttamente dal Comando Zona Piave[2]

## Il CLN
Nei giorni successivi il Comitato d'Azione seguirà le indicazioni del CLN nazionale e si costituirà il 15 ottobre 1943, con l'aggiunta di rappresentanti del PLI, in Comitato di Liberazione Nazionale per la zona di Belluno.
Il CLN si era proposto di avere una funzione politica, per gli aspetti logistici militari organizzò un Comitato Esecutivo Militare composto prevalentemente da militari.
Tra i componenti si ricordano:
- Angelo Giuseppe Zancanaro, tenente colonnello degli alpini, medaglia d'oro al VM alla memoria, pluridecorato.
- Francesco Pesce Milo, (Belluno 1917), capitano, comandò la "Divisione Garibaldi - Nino Nannetti", Medaglia d'argento al VM
- Aldo Praloran Nike (Belluno … - 15 luglio 1944) studente di giurisprudenza, fu vicecommissario della "Brigata Tollot" appartenente alla Divisione Nannetti, morì in combattimento il 15 luglio 1944 presso il ponte di San Felice con altri nove partigiani
- Aldo Sirena, partigiano, nel 1949 sposerà la giornalista Tina Merlin e dalla loro unione nel 1951 nascerà Antonio.
- Luigi Dall'Armi Franco (Longarone 16 febbraio 1921), ufficiale degli alpini, fu uno dei primi comandanti della Divisione Garibaldi "Belluno"[4]
- Guido Forcellini e Egidio Forcellini
- Gianni Lazzaroni
- Gino Bortolon
- Decimo Granzoto Rudy

## Belluno e la Zona operativa Prealpi
A differenza delle altre province ancora non liberate, che facevano parte della repubblica di Salò, la provincia di Belluno fu direttamente annessa alla Germania. Fin dal 10 settembre 1943, il fuhrer, Adolf Hitler, ordinò l'annessione delle provincie di Trento, Bolzano e Belluno al Terzo Reich, andando a costituire la Operationszone Alpenvorland, ovvero la Zona d'operazioni delle Prealpi. L'area era affidata a Franz Hofer, in qualità di Commissario supremo, il quale aveva pieni poteri, compreso quello di vita e di morte: rispondeva solo e direttamente a Hitler.